# زاكاري ديفيل
زاكاري ديفيل (بالإنجليزية: Zachary DeVille)‏ هو لاعب كرة قدم أمريكي في مركز الهجوم، ولد في 23 مارس 1993 في سان دييغو في الولايات المتحدة. شارك مع منتخب غوام لكرة القدم. أما مع النوادي، فقد لعب مع Cal State Northridge Matadors men's soccer ‏.

## وصلات خارجية
- زاكاري ديفيل على موقع قاعدة بيانات كرة القدم.إي يو (الإنجليزية)
- زاكاري ديفيل على موقع ناشيونال فوتبول تيمز (الإنجليزية)